# Тахте Солејман
Тахте Солејман (перс. تخت سلیمان‎) је археолошки локалитет из сасанидског периода у покрајини Западни Азарбејџан. Налази се на пола пута између градова Урумије и Хамадана, код данашњег места Такаба, и око 400 км западно од Техерана.
Утврђено налазиште, које се налази на брду створеном изливањем језера богатог калцијумом. Локалитет садржи остатке главног зоростријанског светилишта делимично обновљеног у илханидском периоду (13. век) и зороастријански храм ватре из сасанидског периода (6. и 7. век). У њему је била смештена једна од три велике ватре или краљевска ватра, пред којом су се сасанидски владари молили како би се успели на престо. Ватра у Тахте Солејману називала се адур вишнасп и била је посвећена артештарима, односно класи ратника у сасанидској држави. Овај базен се спомиње у јерменском  документу из 4. века који се односи на Исуса и Заратустру, као и код различитих историчара из исламског периода. Утемељење храма ватре поред базена приписује се тој легенди. Тахте Солејман се појављује и на Појтингеровој мапи из 4. века.
Налазиште је добило библијско име након арапског освајања Ирана у 7. веку. Народна легенда каже да је краљ Соломон бацао чудовишта у вулканску јаму дубине 100 метара, па је кратер у народу постао познат под називом Зендан-е Сулејман (Соломонова тамница).
Археолошким ископавањима откривени су трагови окупације из 5. века пре нове ере из ахеменидског периода, као и каснија парћанска насеља у цитадели. Ту су, такође, откривене и кованице које су припадале сасанидским краљевима и византијском цару Теодосију II (АД 408-450).
Локалитет Тахте Солејман уписан је на Унеско листу светске баштине  2003. године.

## Галерија
- Тахте Солејман, Такаб, Иран
- Поглед на Тахте Солејман
- Панорама Тахте Солејман
- Табла УНЕСКО на локалитету Тахте Солејман
- Тахте Солејман
- Тахте Солејман
- Остаци капије на локалитету Тахте Солејман